# Pro-mia
Pro-mia är ett fenomen som framhäver ätstörningen bulimia nervosa och lyfter fram den som ett livsval istället för en psykisk sjukdom. Fenomenet kan liknas vid en subkultur, som mestadels är internetbaserad. På webbplatserna utbyter bulimiker råd om hur de ska dölja sin sjukdom för familj och vänner samt ger varandra råd om exempelvis viktnedgång.
Kritiker menar att pro-mia bör ses som en förnekelse av ätstörningen. Enligt detta synsätt är pro-mia ett symptom på sjukdomen i sig.
Fenomenet pro-mia är nära besläktat med och sprunget ur pro-ana, som romantiserar ätstörningen anorexia nervosa. Det förekommer webbplatser där pro-mia är kombinerat med pro-ana.